# Eismeerfront

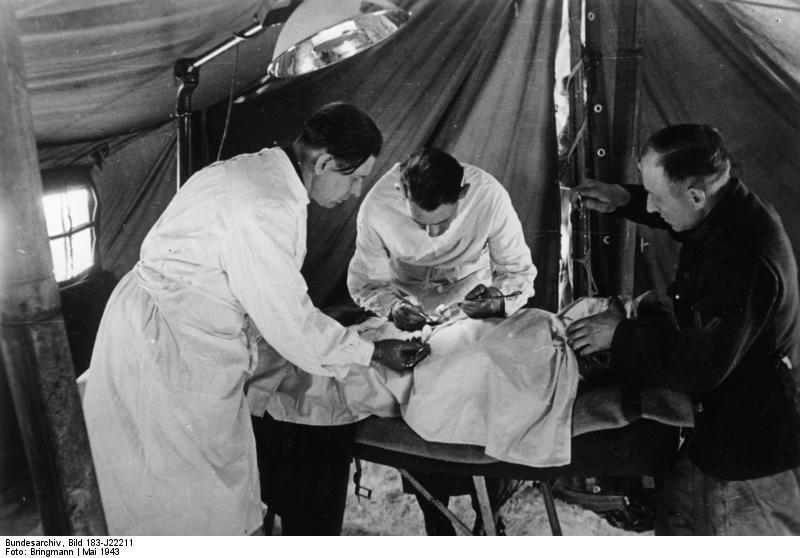
Operation auf einem Hauptverbandplatz an der Eismeerfront im Mai 1943. Propagandistische Bildunterschrift: An der Eismeerfront: Operation in unwegsamer Tundra. Alles, was für eine Operation notwendig ist, ist im Operationszelt dieses Hauptverbandsplatzes mitten in der unwegsamen Tundra vorhanden. So ist selbst an der fernen Eismeerfront eine rasche Hilfe für die Verwundeten möglich.

Als Eismeerfront (auch: Liza- oder Murmansk-Front) wurde  im Zweiten Weltkrieg eine mehrjährige Frontlinie zwischen der deutschen Wehrmacht und der sowjetischen Roten Armee im Großraum Russland, Finnland und Nordnorwegen bezeichnet. Der Frontverlauf erstreckte sich über mehrere hundert Kilometer in der arktischen Tundra ostwärts der Hafenstadt Kirkenes am Arktischen Ozean (auch Nördliches Eismeer genannt) über Petsamo und Rovaniemi. Der Ausdruck Eismeerfront wurde von der nationalsozialistischen Propaganda geprägt.

## Geschichte
Während des Deutsch-Sowjetischen Krieges wollte die Wehrmacht 1941 gegen die sowjetische Karelische Front vorgehen und die eisfreie Hafenstadt Murmansk erobern, um den Nachschub alliierter Rüstungsgüter, die mit den Nordmeergeleitzügen und anschließend über die Murmanbahn zu den Hauptfronten kam, zu unterbrechen. Dazu sollte das Gebirgskorps Norwegen unter General der Gebirgstruppe Eduard Dietl, bestehend aus der 2. und der 3. Gebirgs-Division, im Rahmen des Unternehmen “Silberfuchs” im Juni 1941 aus seinen Stellungen vor dem von Süden nach Norden verlaufenden Fluss Liza vorrücken und die Angriffsziele innerhalb weniger Tage nehmen.
Aufgrund des erbitterten Widerstands der sowjetischen Truppen und des schwierigen und weglosen, teils unbekannten Geländes misslang der schnelle Vormarsch. Der deutsche Vorstoß blieb am 7. September 1941 stecken. Bereits erreichte Stellungen auf der ostwärtigen Flussseite mussten im September 1941 wieder aufgegeben werden; aus dem Angriff entwickelte sich ein zäher Stellungskrieg. Nach hohen Verlusten für Dietls Truppen, ersetzte das Oberkommando der Wehrmacht dessen Einheiten im Oktober 1941 durch die von Generalmajor Ferdinand Schörner geführte 6. Gebirgsdivision – vormals auf dem Balkan und in Griechenland eingesetzt.

## Medaille

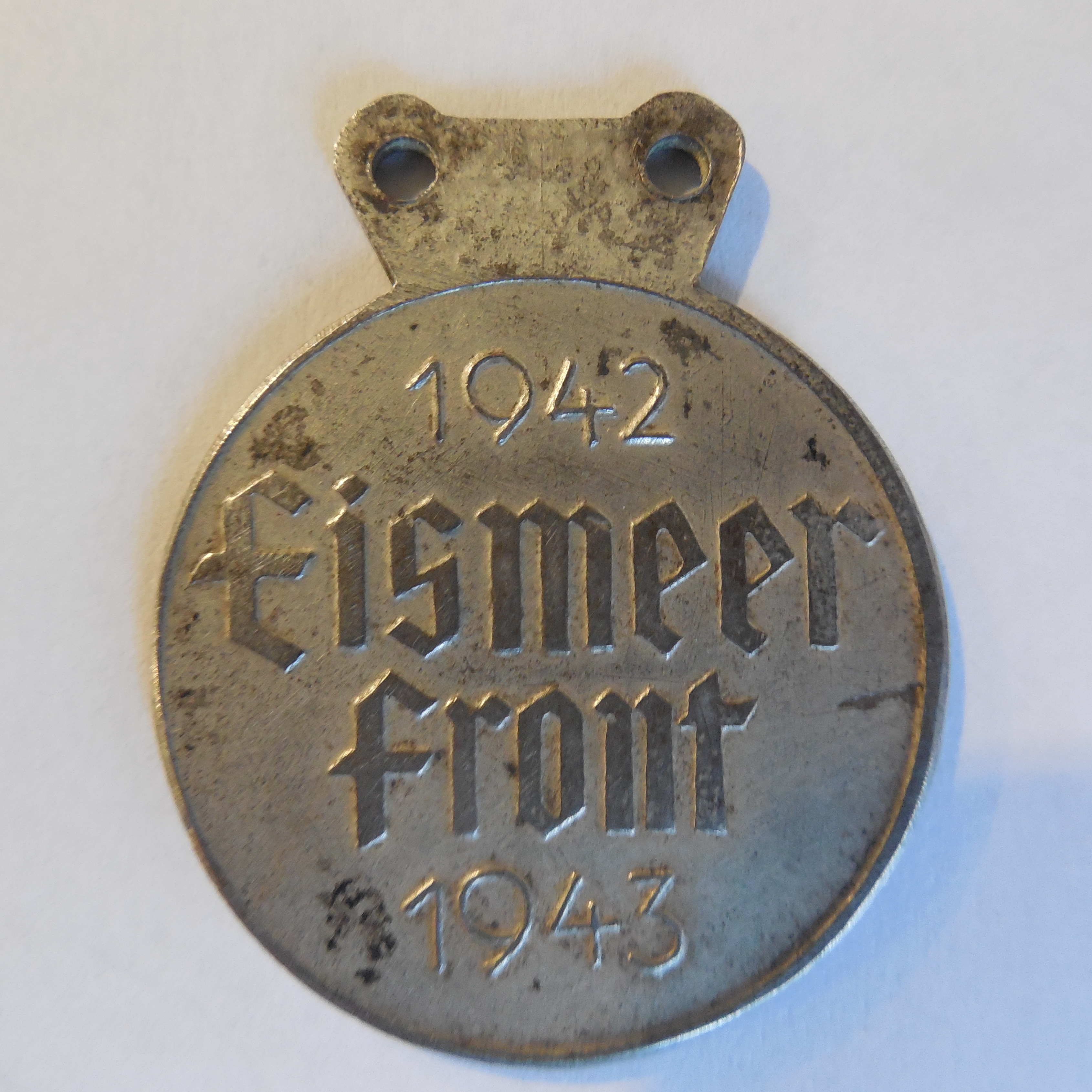
Original-Medaille. Eisen, bronziert und matt versilbert

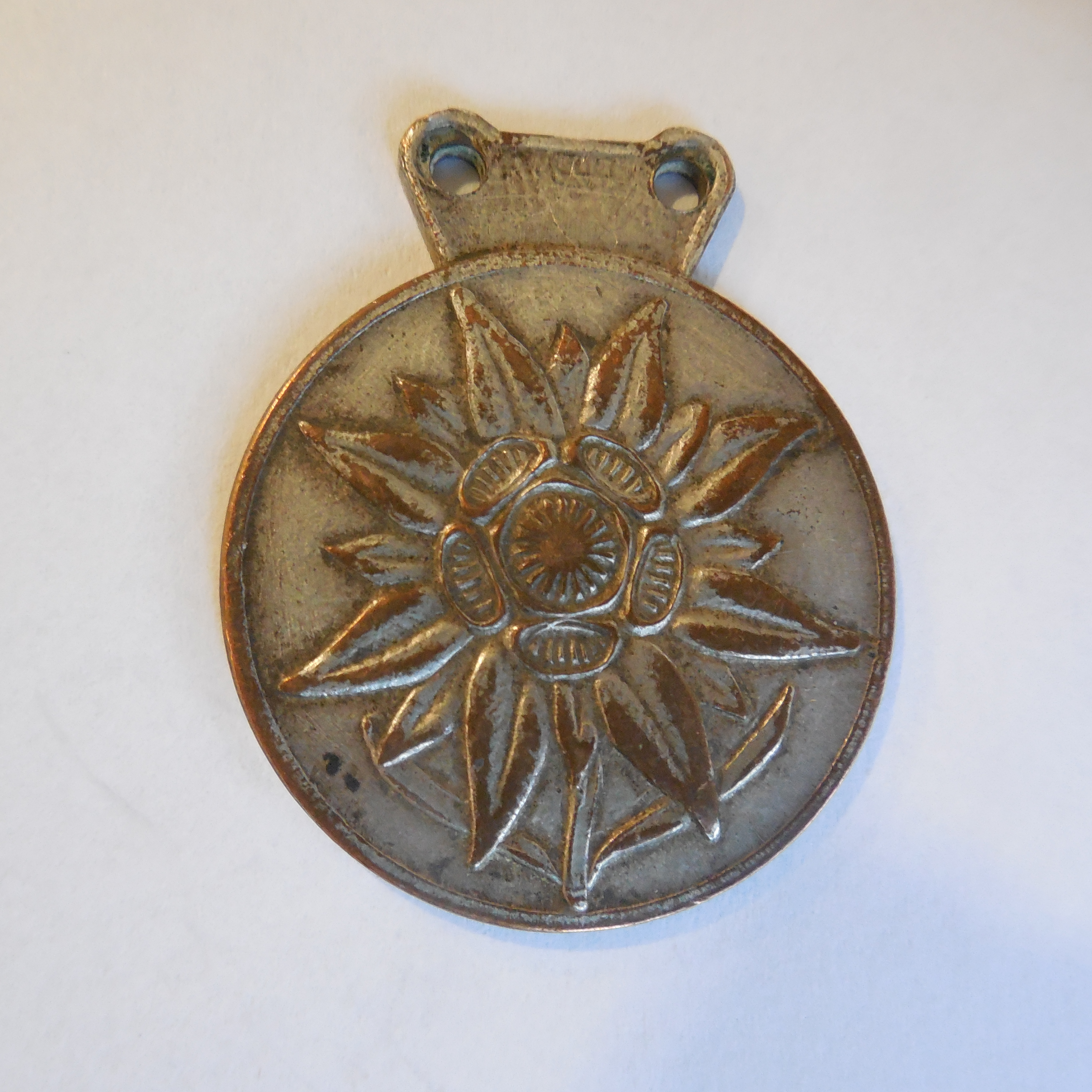
Rückseite

Ein 1944 geschaffenes Erinnerungsabzeichen der Wehrmacht ist die Medaille zur Erinnerung an die Eismeer-Front (1942-1943). Sie zeigt auf der Rückseite eine Edelweißblüte, die sich auf die hier vorwiegend eingesetzten Gebirgsjägerverbände bezieht.